# 約基奧伊寧
60°48′15″N 23°29′10″E / 60.80417°N 23.48611°E

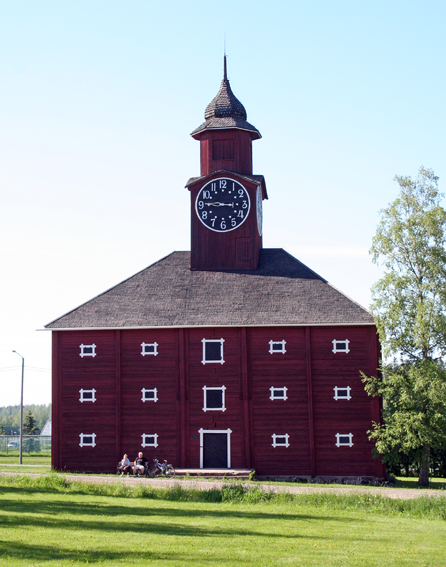
带有钟楼的约基奥伊宁谷仓

約基奧伊寧（芬蘭語：Jokioinen）是芬蘭的市鎮，位於該國南部，由坎塔海梅區負責管轄，始建於1873年，面積182平方公里，2013年人口5,653，人口密度為每平方公里31.33人。

## 外部連結
- Municipality of Jokioinen （页面存档备份，存于） – Official website